# Harald Neckelmann
Harald Neckelmann (* 11. September 1965 in Tönisvorst) ist ein deutscher Journalist und Buchautor.

## Leben und Wirken
Neckelmann studierte von 1986 bis 1994 Publizistik, Politologie und Niederlandistik in Münster, Berlin und Amsterdam. Von 1995 bis 2007 arbeitete er als Auslandskorrespondent, Autor und Reporter für den ARD-Hörfunk. Von 2002 bis 2005 übernahm er einen Lehrauftrag („Literatur und Radiojournalismus“) am Institut für Allgemeine und Vergleichende Literaturwissenschaft an der Freien Universität Berlin. Seit 2007 arbeitet er als Sachbuchautor, Dozent und Stadtführer in Berlin. 2017 erhielt Neckelmann eine Förderung durch die Kulturstiftung des Bundes für die Veröffentlichung des Adressbuches der Künstlerin Hannah Höch. Sein Buch Lockruf des Kinos war 2023 für den Willy Haas-Preis nominiert.

## Werke
- Die Leipziger Straße in Berlin – Wertheim, Concerthaus, Manufakturen. Sutton Verlag, Erfurt 2009, ISBN 978-3-86680-446-3.
- Unter den Linden – Flanieren und Amüsieren. Sutton Verlag, Erfurt 2009, ISBN 978-3-86680-583-5.
- Tauentzien. In Bildern des 20. Jahrhunderts. Berlin Story Verlag, Berlin 2010, ISBN 978-3-86855-044-3.
- Friedrichstraße Berlin zu Beginn des 20. Jahrhunderts. Berlin Story Verlag, Berlin 2012, ISBN 978-3-86368-069-5.
- Wie Buffalo Bill in Berlin sein Lasso schwang – Geschichte in Geschichten – Kurioses aus der Hauptstadtvita. Berlin Story Verlag, Berlin 2013, ISBN 978-3-86368-105-0.
- Anhalter Bunker Berlin. Die bewegte Geschichte eines monumentalen Bauwerks. Berlin Story Verlag, Berlin 2014, ISBN 978-3-95723-031-7.
- Ab durch die Mitte! Ein Führer durch Berlins historische Mitte. Bebra Verlag, Berlin 2017, ISBN 978-3-8148-0216-9.
- „Mir die Welt geweitet!“. Das Adressbuch Hannah Höch. Transit Verlag, Berlin 2018, ISBN 978-3-88747-364-8.
- Die Geschichte von Lili Elbe. Ein Mensch wechselt sein Geschlecht. Bebra Verlag, Berlin 2019, ISBN 978-3-89809-163-3.
- Das Pony in der S-Bahn. Berliner Kuriositäten aus Geschichte und Gegenwart. Bebra Verlag, Berlin 2020, ISBN 978-3-8148-0244-2.
- Lockruf des Kinos: Der Plakatkünstler Josef Fenneker. Schüren Verlag, Marburg 2022, ISBN 978-3-7410-0415-5.
- Berliner Häfen. L&H Verlag, Berlin 2023, ISBN 978-3-939629-69-6.
- Der Tiergarten – Vom Jagdrevier zum Stadtpark. Bebra Verlag, Berlin 2023, ISBN 978-3-8148-0269-5.
- Berlin mit der U2 entdecken. Bebra Verlag, Berlin 2024, ISBN 978-3-8148-0293-0.
- Der Raketenflugplatz in Berlin. Die Anfänge der Raumschifffahrt in der Weimarer Republik. Sutton Verlag, Erfurt 2024, ISBN 978-3-96303-576-0.